# Mus oubanguii
Mus oubanguii (Миша убангська) — вид роду мишей (Mus).

## Поширення
Країни поширення: Центрально-Африканська Республіка. Вид відомий лише з типової серії тварин, які були зібрані у трьох місцинах. Це вид низовини.

## Екологія
Цей вид був записаний в савані.